# Elección presidencial de El Salvador de 2027
La elección presidencial de El Salvador de 2027 será la décima de su tipo desde la promulgación de la Constitución de la República de 1983, y la octava desde la firma de los Acuerdos de Paz de 1992. Estas elecciones van a definir a los titulares de la presidencia y vicepresidencia de la República para el período que comenzaría el 1 de junio de 2027 hasta el 1 de junio de 2033. La elección presidencial se desarrollará en simultáneo con los comicios legislativos y municipales.

## Sistema electoral
A partir de las elecciones de 2027, la presidencia de la República de El Salvador será elegida cada seis años. La normativa reformada establece que la fórmula presidencial del partido político o coalición que obtenga la mayoría simple de los votos válidos emitidos asumirá el cargo, eliminando la posibilidad de una segunda vuelta electoral. Esta disposición forma parte de las reformas constitucionales aprobadas en 2025, orientadas a la reorganización del sistema electoral salvadoreño.
La Constitución de la República establece que los partidos políticos son el único instrumento para el ejercicio de la representación popular en el Gobierno (art. 85), razón por la cual no se permite la postulación a la presidencia ni vicepresidencia mediante candidaturas no partidarias.

### Requisitos de elegibilidad
Los requisitos para ser electo como Presidente o Presidenta y Vicepresidente o Vicepresidenta de la República están establecidos en el artículo 151 de la Constitución y son los siguientes:
- Ser salvadoreño o salvadoreña por nacimiento, hijo o hija de padre o madre salvadoreños;
- Pertenecer al estado seglar;
- Tener más de treinta años de edad;
- Contar con moralidad e instrucción notorias;
- Estar en el pleno ejercicio de los derechos de ciudadanía, y haberlo estado durante los seis años anteriores a la elección;
- Estar afiliado o afiliada a un partido político legalmente reconocido.

Según el artículo 152, reformado el 31 de julio de 2025, no podrán postularse a la Presidencia o Vicepresidencia de la República:
- El cónyuge y los parientes dentro del cuarto grado de consanguinidad o segundo de afinidad de quien haya ejercido la Presidencia en el período que finaliza;
- Quien haya sido presidente de la Asamblea Legislativa o de la Corte Suprema de Justicia durante el año previo al inicio del nuevo período presidencial;
- Quien haya ocupado el cargo de ministro, viceministro, presidente de una institución autónoma, o director general de la Policía Nacional Civil dentro del último año del período presidencial anterior;
- Las personas militares de carrera que estén activas o que lo hayan estado durante los tres años anteriores al inicio del período presidencial;
- El o la vicepresidenta o designado/a que, llamado/a legalmente a ejercer la Presidencia durante el período inmediato anterior, se haya negado a desempeñarla sin causa justificada. Se entenderá como causa justificada cuando dicha persona manifieste su intención de ser candidata a la Presidencia dentro de los seis meses previos al inicio del período presidencial.

### Modalidad de votación
Antes de 2023, las papeletas para elegir la fórmula presidencial mostraban únicamente las banderas de los partidos o coaliciones participantes. Las personas votantes debían marcar con una "X" sobre la bandera de su preferencia. Sin embargo, tras reformas al Código Electoral aprobadas en julio de 2023, las papeletas también incluyen el nombre y la fotografía de la persona candidata a la Presidencia. A partir de entonces, la marca puede hacerse sobre la bandera y/o sobre la fotografía de quien se prefiera.

### Voto en el exterior
Las personas salvadoreñas en el exterior pueden ejercer su derecho al voto utilizando su Documento Único de Identidad (vigente o vencido) o su pasaporte. Existen dos modalidades de votación para la diáspora:
- Quienes residen fuera del país y tienen documentos que indican domicilio en el extranjero pueden votar anticipadamente por internet. Este proceso inició el 6 de enero de 2024 y se extendió durante 30 días hasta el 4 de febrero, con un padrón habilitado de 741,094 personas, según datos del Tribunal Supremo Electoral (TSE).
- Aproximadamente 160,000 personas salvadoreñas en el exterior, cuyo DUI indica residencia en El Salvador, deben votar presencialmente mediante sistema electrónico en los 81 centros de votación habilitados por el TSE antes del 4 de febrero.

### Reforma constitucional de 2025
El 31 de julio de 2025, la Asamblea Legislativa aprobó una reforma constitucional orientada a reconfigurar el sistema presidencial y electoral del país. Entre los principales cambios se encuentran:
- La ampliación del período presidencial de cinco a seis años;
- La habilitación de la reelección presidencial indefinida;
- La eliminación de la segunda vuelta electoral en la elección presidencial.

Además, se estableció una disposición transitoria que redujo de manera excepcional el período presidencial correspondiente al quinquenio 2024-2029 a tres años, con el fin de permitir su conclusión en 2027. Esta medida tuvo como objetivo unificar las elecciones presidenciales, legislativas y municipales a partir de ese año, con el propósito de ordenar y sincronizar el calendario electoral nacional.

## Controversias

### Reformas a la Constitución
La reforma constitucional, propuesta por el partido Nuevas Ideas y liderada por la diputada Ana Figueroa, fue aprobada el 31 de julio de 2025 por la Asamblea Legislativa, de mayoría oficialista. Esta reforma introdujo cambios sustanciales en el sistema político salvadoreño: eliminó los límites a la reelección presidencial, amplió el período presidencial de cinco a seis años, suprimió la segunda vuelta electoral y adelantó las elecciones presidenciales al año 2027.
Estas modificaciones fueron justificadas por los legisladores oficialistas como medidas para reducir costos electorales, sincronizar comicios presidenciales con los legislativos y municipales, y fortalecer la estabilidad política.

#### Críticas y preocupaciones
1. Concentración del poder: Organizaciones como Human Rights Watch y Amnistía Internacional han expresado su preocupación por el debilitamiento de mecanismos de equilibro institucional. Señalan que la reforma al artículo 248 eliminó la necesidad de que dos legislaturas sucesivas ratificaran cambios, reduciendo el espacio para debate público y permitiendo modificaciones constitucionales rápidas sin contrapesos efectivos.[15][16]
2. Riesgo de autoritarismo: Opositores e instituciones internacionales han comparado el rumbo de El Salvador con países como Venezuela, Nicaragua y Cuba, advirtiendo sobre una posible deriva autoritaria a través de la perpetuación del poder ejecutivo.[17][18][19][20]
3. Proceso exprés y falta de transparencia: El texto constitucional fue aprobado en apenas unas horas, sin debate sustancial ni consultas públicas relevantes. El resultado fue una votación de 57 votos a favor y 3 en contra, con críticas sobre la ausencia de deliberación ciudadana y mecanismos institucionales adecuados.[21]
4. Percepción ciudadana dividida: Mientras que quienes apoyan las reformas lo ven como un reflejo de voluntad popular y modernización política, voces de la oposición las han calificado como un "golpe" a la democracia y un abuso de poder que elimina límites constitucionales establecidos.[22]

## Partidos políticos inscritos y habilitados para participar

### Partidos habilitados para participar en las elecciones legislativas de 2027
De acuerdo con el Tribunal Supremo Electoral (TSE), solo los partidos que mantuvieron su personería jurídica después de las elecciones de 2024 están autorizados para competir en los comicios de 2027. La ley salvadoreña exige que los institutos políticos obtengan representación legislativa o un mínimo de 50 000 votos válidos para conservar su inscripción.
A julio de 2025, los partidos oficialmente habilitados para presentar candidaturas son los siguientes:
| Partido político | Partido político                                   | Sigla | Posición política | Ideología |
| ---------------- | -------------------------------------------------- | ----- | ----------------- | --- |
|                  | Nuevas Ideas                                       | NI    | Derecha populista | Nacionalismo populista con fuerte personalismo en torno al liderazgo de Nayib Bukele; mezcla de conservadurismo social, políticas de seguridad de mano dura y pragmatismo económico.                                 |
|                  | Alianza Republicana Nacionalista                   | ARENA | Centroderecha     | Conservadurismo liberal con raíces en el anticomunismo histórico; defiende el libre mercado y valores tradicionales, ha estado fuertemente ligado al sector empresarial y a grupos religiosos.                       |
|                  | Frente Farabundo Martí para la Liberación Nacional | FMLN  | Izquierda         | Izquierda socialista democrática, de origen guerrillero; promueve justicia social, derechos laborales y políticas redistributivas.                                                                                   |
|                  | Gran Alianza por la Unidad Nacional                | GANA  | Centroderecha     | Conservadurismo nacionalista de centroderecha, originado como escisión de ARENA; combina posturas conservadoras en lo social con pragmatismo en alianzas políticas y enfoque flexible en lo económico.               |
|                  | Partido de Concertación Nacional                   | PCN   | Derecha           | Derecha tradicional conservadora, con énfasis en valores familiares, alianzas con sectores empresariales y apoyo frecuente al oficialismo en votaciones legislativas.                                                |
|                  | Partido Demócrata Cristiano                        | PDC   | Centroderecha     | Democracia cristiana de centroderecha, con base ideológica en el humanismo cristiano; defiende economía social de mercado, principios de subsidiariedad y apoyo frecuente al oficialismo en votaciones legislativas. |
|                  | Vamos                                              | VAMOS | Centro            | Socioliberalismo centrista, combina defensa de libertades individuales, economía de mercado regulada, y enfoque progresista moderado en derechos humanos y transparencia.                                            |
|                  | Fraternidad Patriota Salvadoreña                   | FPS   | Extrema derecha   | Nacionalismo radical y posiciones de extrema derecha, con retórica soberanista, conservadurismo social marcado y propuestas autoritarias en seguridad.                                                               |
|                  | Fuerza Solidaria                                   | FS    | Derecha           | Conservadurismo de derecha tradicional, con enfoque en orden social, defensa de valores religiosos y retórica favorable a políticas de seguridad estrictas.                                                          |
|                  | Democracia Salvadoreña                             | DS    | Centroderecha     | Centroderecha moderada, defiende el libre mercado con intervención social limitada, discurso institucionalista y énfasis en transparencia gubernamental.                                                             |

### Partidos cancelados antes de las elecciones de 2027
La Ley de Partidos Políticos de El Salvador establece que los institutos políticos que no logren representación legislativa ni alcancen el umbral mínimo de 50 000 votos válidos en elecciones legislativas deben ser cancelados por el Tribunal Supremo Electoral (TSE).
En el ciclo electoral de 2024, dos partidos fueron cancelados por no cumplir con dichos requisitos: Nuestro Tiempo y Cambio Democrático, ambos declarados oficialmente en proceso de liquidación y sin posibilidad de participar en las elecciones de 2027 bajo esas denominaciones.
| Partido político | Partido político                  | Sigla | Motivo de cancelación                                                    | Fecha de cancelación          | Notas                                                         |
| ---------------- | --------------------------------- | ----- | ------------------------------------------------------------------------ | ----------------------------- | ------------------------------------------------------------- |
|                  | Nuestro Tiempo                    | NT    | No alcanzó el mínimo de 50 000 votos y perdió representación legislativa | 6 de junio de 2024            | Actualmente en liquidación; opera como movimiento ciudadano.  |
|                  | Cambio Democrático                | CD    | No alcanzó el umbral legal y no obtuvo escaños en 2024                   | 5 de junio de 2024            | Cancelado oficialmente por el TSE; sin personería jurídica.   |
|                  | Partido Independiente Salvadoreño | PAÍS  | Irregularidades en internas y elecciones bloqueadas por el TSE           | Inscripción anulada para 2024 | No participó en 2024; no mantiene personería jurídica activa. |

## Precandidaturas por partido o coalición

### Nuevas Ideas (NI)
Hasta el momento, el partido Nuevas Ideas no ha anunciado oficialmente a ninguna persona precandidata para las elecciones presidenciales adelantadas de 2027.

### Alianza Republicana Nacionalista (ARENA)
Hasta la fecha, el partido ARENA no ha anunciado oficialmente a ninguna persona como precandidata para las elecciones presidenciales adelantadas de 2027.
En una entrevista en "Encuentro con Julio Villagrán", el diputado por el departamento de La Libertad Francisco Lira, y uno de los dos representantes del partido ARENA en la Asamblea, instó a la dirigencia partidaria a no presentar candidato para las elecciones presidenciales de 2027. Argumentó que hacerlo equivaldría a "avalar una reelección inconstitucional", y añadió que también considera apropiado que los ciudadanos "anulen su voto" como forma de protesta. Según Lira, la verdadera apuesta para el país debería orientarse a "la consolidación de contrapesos en la Asamblea Legislativa y al fortalecimiento institucional". Además, promovió la idea de conformar una “gran unidad nacional”, donde las alianzas "trasciendan los colores partidarios y prioricen la honestidad y la defensa del bien común". 
No obstante, poco después, el órgano máximo de dirección de ARENA, el Consejo Ejecutivo Nacional (COENA), emitió un comunicado en el que aclaró que las declaraciones de Lira constituyen una "opinión estrictamente personal" y que "no reflejan la postura oficial del partido" En dicho comunicado, ARENA reafirmó su intención de participar en las elecciones de 2027, incluidas las presidenciales.

### Frente Farabundo Martí para la Liberación Nacional (FMLN)
Hasta el momento, el partido FMLN no ha anunciado oficialmente a ninguna persona precandidata para las elecciones presidenciales adelantadas de 2027.

### Gran Alianza por la Unidad Nacional (GANA)
Hasta el momento, el partido GANA no ha anunciado oficialmente a ninguna persona precandidata para las elecciones presidenciales adelantadas de 2027.

### Partido de Concertación Nacional (PCN)
Hasta el momento, el partido PCN no ha anunciado oficialmente a ninguna persona precandidata para las elecciones presidenciales adelantadas de 2027.

### Partido Demócrata Cristiano (PDC)
Hasta el momento, el partido PDC no ha anunciado oficialmente a ninguna persona precandidata para las elecciones presidenciales adelantadas de 2027.

### VAMOS
Hasta la fecha, el partido VAMOS no ha anunciado oficialmente a ninguna persona como precandidata para las elecciones presidenciales adelantadas de 2027.
Si bien ninguna figura de esta agrupación ha manifestado de forma pública y definitiva su intención de postularse a la Presidencia de la República, la diputada Claudia Ortiz, única representante de VAMOS en la Asamblea Legislativa, declaró, tras las elecciones de 2024, que estaba “dispuesta a liderar la alternativa a Bukele”. Estas palabras, sumadas a las especulaciones surgidas ese mismo año sobre una eventual postulación, dejaron abierta la posibilidad de que busque la candidatura presidencial en 2027. Posteriormente, el 12 de agosto de 2025, Ortiz indicó que evaluarán como partido participar en los próximos comicios presidenciales, manteniendo así la expectativa en torno a su posible precandidatura.
| Partido o Coalición | Partido o Coalición | Partido o Coalición | Precandidato | Precandidato            | Cargos públicos                               |
| ------------------- | ------------------- | ------------------- | ------------ | ----------------------- | --------------------------------------------- |
|                     |                     | VAMOS               |              | Claudia Ortiz (37 años) | - Diputada por San Salvador (2021-actualidad) |

### Fraternidad Patriota Salvadoreña (FPS)
Hasta el momento, el partido FPS no ha anunciado oficialmente a ninguna persona precandidata para las elecciones presidenciales adelantadas de 2027.

### Fuerza Solidaria (FS)
Hasta el momento, el partido FS no ha anunciado oficialmente a ninguna persona precandidata para las elecciones presidenciales adelantadas de 2027.

### Democracia Salvadoreña (DS)
Hasta el momento, el partido DS no ha anunciado oficialmente a ninguna persona precandidata para las elecciones presidenciales adelantadas de 2027.

## Candidaturas oficiales
| Presidencia | Vicepresidencia | Partido que representa | Apoyado por |
| ----------- | --------------- | ---------------------- | ----------- |
|             |                 |                        |             |
|             |                 |                        |             |
|             |                 |                        |             |
|             |                 |                        |             |
|             |                 |                        |             |
|             |                 |                        |             |

## Padrón electoral
|  | 88.07 % |

|  | 11.93 % |

|  | 100.0 % |

### Por sexo
|  | 52.40 % |

|  | 47.60 % |

### Por grupo etario
|  | 0.032 % |

|  | 10.82 % |

|  | 14.06 % |

|  | 20.89 % |

|  | 34.71 % |

|  | 19.37 % |

|  | 0.14 % |